# 690780 Constantinescu
690780 Constantinescu este o planetă minoră (asteroid) din centura de asteroizi. A fost descoperită pe 3 iunie 2014 la  de . 
Obiectul prezintă o orbită caracterizată de o semiaxă mare de 3,1779421477039 UAi, o excentricitate de 0,1039274647824, o înclinație de 10,808907447447 ° în raport cu ecliptica.